# Aleksander Marian Korwin-Szymanowski
Aleksander Marian Korwin-Szymanowski (ur. 8 stycznia?/21 stycznia 1913 w Petersburgu, zm. 27 kwietnia 1987 w Warszawie) – polski architekt.

## Życiorys
Urodził się w rodzinie lekarza Stanisława Feliksa Korwin-Szymanowskiego herbu Ślepowron i Teresy Leonii z Domachowskich. Po wybuchu rewolucji październikowej Korwin-Szymanowscy przenieśli się do Warszawy. Po ukończeniu Gimnazjum im. Stefana Batorego w 1932 Aleksander Korwin-Szymanowski rozpoczął studia na Wydziale Architektury Politechniki Warszawskiej. W 1935 obronił tzw. półdyplom, a rok później odbył roczne, przymusowe wyszkolenie wojskowe w Szkole Podchorążych Rezerwy Artylerii w Włodzimierzu Wołyńskim. Podczas studiów odbywał staż zawodowy na budowach m.in., jako praktykant przy rozbudowie portu w Gdyni, budowa Zbrojowni nr. 2 w Warszawie, był kreślarzem w pracowni Bohdana Pniewskiego i Juliusza Żakowskiego. Dzień przed wybuchem II wojny światowej otrzymał kartę mobilizacyjną i brał udział w kampanii wrześniowej. Pod koniec września 1939 dostał się do niewoli i uwięziony w koszarach w Łowiczu skąd zbiegł. Pracował jako zastępca kierownika budowy, początkowo w Warszawie a następnie w Zamościu. W lipcu 1944 powrócił do Warszawy, brał czynny udział w powstaniu warszawskim. Walczył w XI Zgrupowaniu Batalionu „Chrobry I”, szóstego dnia walk został ciężko ranny w nogę, groziła mu amputacja. Dzięki ojcu nogę udało się uratować, ale Aleksander Korwin-Szymanowski do końca życia pozostał inwalidą, kończyna pozostała sztywna. Po upadku powstania dostał się do niewoli i przebywał w Stalagu XI-A Altengrabow.
Po zakończeniu wojny przez rok był rehabilitowany w Poznaniu, ale leczenie nie przyniosło skutku. Od 1946 związał się zawodowo z pracownią projektową Warszawskiej Spółdzielni Mieszkaniowej i Biurem Projektów „Miastoprojekt”. W 1948 został uznany za inwalidę wojennego. W tym samym roku powrócił do przerwanej nauki i rok później ukończył studia zostając magistrem nauk technicznych, inżynierem architektem. Od 1961 był projektantem w pracowni urbanistycznej Wydziału Architektury, Nadzoru Budowlanego i Geodezji Rady Narodowej m.st. Warszawy. W 1968 wyjechał na Kubę, gdzie był specjalistą planowania przestrzennego i instruktorem ds. budownictwa osiedlowego. Po powrocie do kraju w 1972 podjął pracę w Wydziale Urbanistyki i Architektury Urzędu Miasta st. Warszawy i był tam zatrudniony do przejścia na emeryturę. Był członkiem Stowarzyszenia Architektów Polskich. Pochowany na Cmentarzu Wojskowym na Powązkach (kw.A29-5-21).

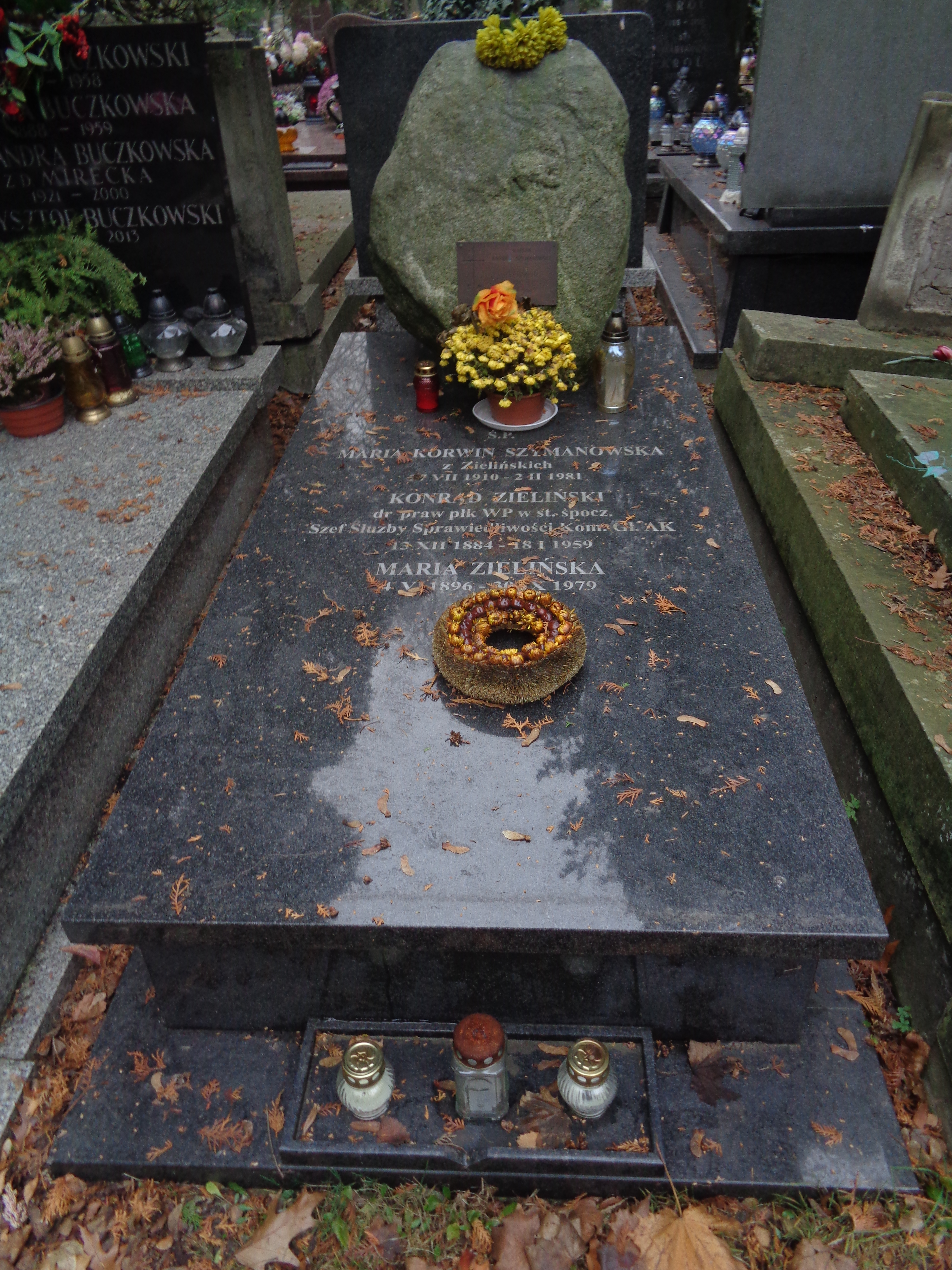
Grób Konrada Józefa Zielińskiego i Aleksandra Korwin-Szymanowskiego na Cmentarzu Wojskowym na Powązkach

## Projekty
Projektował budynki mieszkalne, zarówno pojedyncze jak i zespoły mieszkaniowe (Koszutka w Katowicach i Rakowiec w Warszawie). Ponadto był autorem licznych obiektów sakralnych tj. kaplic, kościołów.

## Odznaczenia
- Medal „Za udział w wojnie obronnej 1939”;
- Warszawski Krzyż Powstańczy (?),
- Brązowy Krzyż Zasługi,
- Srebrna Odznaka „Za Zasługi dla Warszawy”,
- Odznaka Odbudowy Warszawy